# استان تالاگانته
استان تالاگانته (به اسپانیایی: Provincia de Talagante) یک استان در شیلی است که در منطقه مادرشهری سانتیاگو واقع شده‌است. استان تالاگانته ۵۸۲٫۳ کیلومترمربع مساحت و ۲۶۲٬۶۶۵ نفر جمعیت دارد.